# Anne-Christian de Montmorency-Beaumont-Luxembourg

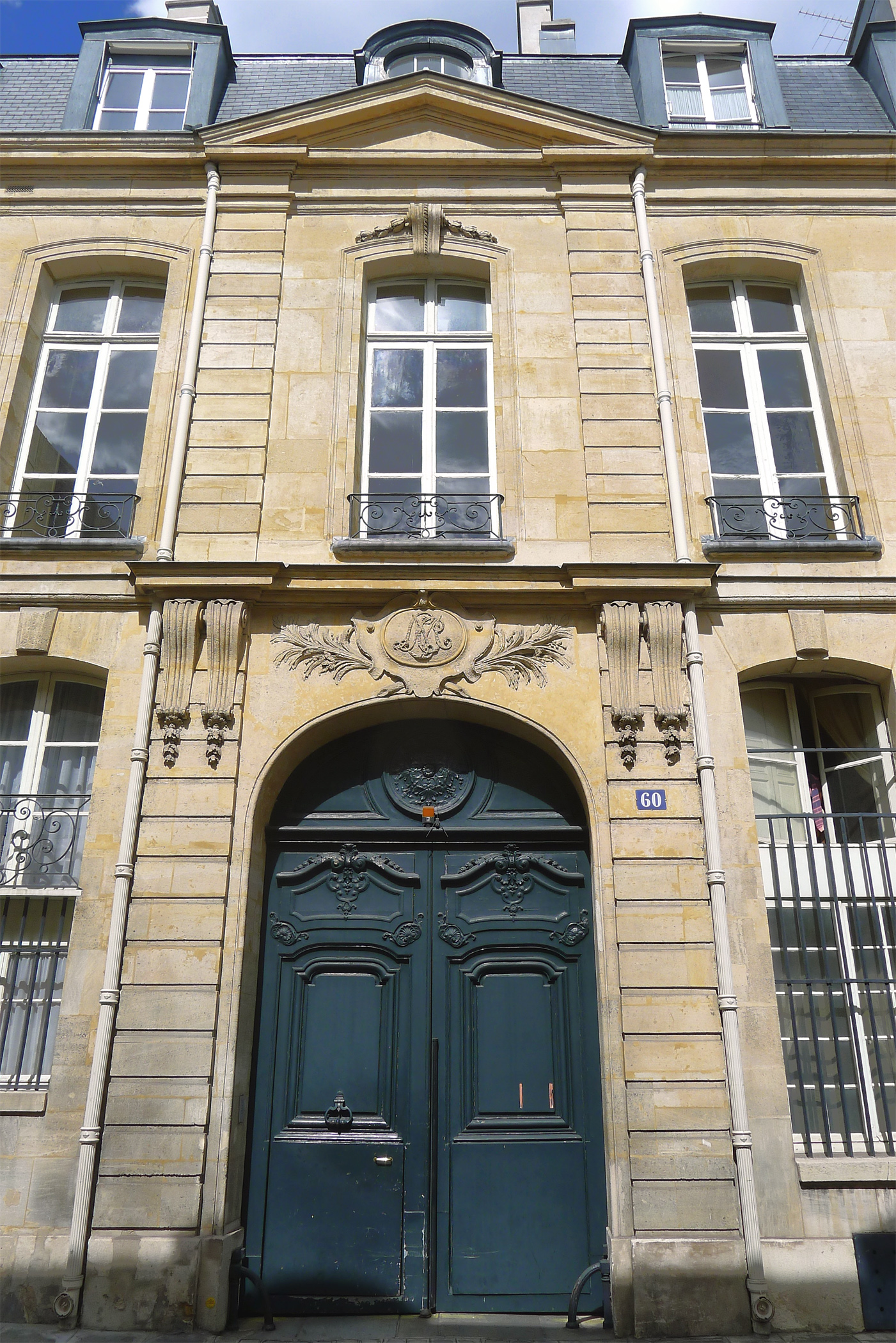
Hôtel de Tingry, Rue de Varenne N.º 14, actual N.º 60, construido en 1727. Residencia de los príncipes de Montmorency-Beaumont-Luxemburgo.

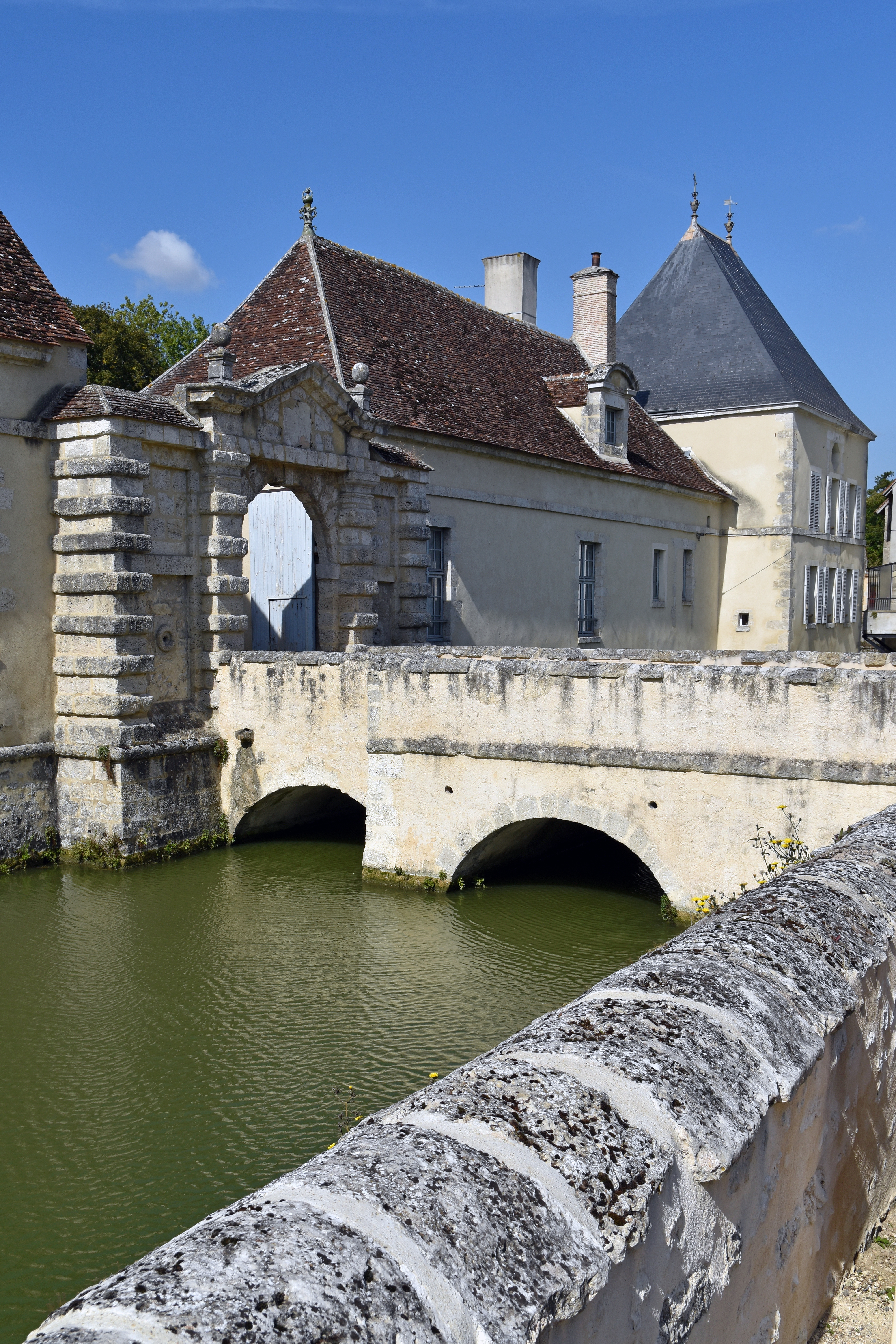
Portal de acceso y foso al Castillo de Beaumont, sede del Ducado de Beaumont.

El príncipe Anne-Christian de Montmorency-Beaumont-Luxembourg (París, Francia, 15 de junio de 1767-14 de marzo de 1821) fue un noble y militar francés de fines del siglo XVIII, perteneciente a la primera casa de la nobleza francesa luego de la Casa Real de Borbón, la Casa de Montmorency.

## Biografía
Conocido con el nombre de príncipe de Luxemburgo, fue bautizado en la parroquia de Sainte-Magdeleine de la Ville l'Evêque de París con los nombres de Ana Cristián, como hijo único sobreviviente del tercer matrimonio de su padre el príncipe Carlos Francisco Cristián de Montmorency-Beaumont-Luxemburgo, VIII conde de Beaumont, I duque de Beaumont, príncipe de Tingry, marqués de Bréval, lugarteniente general del rey de Francia en las gobernaciones de Flandes, de Henao y de la ciudadela de Valenciennes, jefe de la rama de los príncipes de Tingry de la Casa de Montmorency, y a su vez bisnieto paterno del gran François-Henri de Montmorency-Bouteville, mariscal de Francia, con la marquesa Eléonore-Josèphe-Pulchérie des Laurents de Saint-Alexandre, dama de honor de S.M. la reina María Leszczyńska. 
"Personaje de gran nombre y piadoso carácter", fue creado caballero de la Orden de San Luis el 1 de enero de 1789 por S.M. Luis XVI, rey de Francia.

## Trayectoria militar
El 4 de marzo de 1787, a la edad de 20 años, el príncipe Anne-Christian sucedió a su padre en el cargo de capitán de la Cuarta Compañía de Guardias de Corps de S.M. Luis XVI, rey de Francia (Tercera Compañía francesa), altísimo cargo de la casa militar del rey. 
Más tarde, fue creado brigadier de caballería el 1 de marzo de 1780 y mariscal de campo el 5 de diciembre de 1781. A causa de su mal estado de salud, debió retirarse de la Guardia de Corps, enfrentando desde su residencia el advenimiento de la revolución en 1789.
Llamado como "ciudadano Luxemburgo" por los revolucionarios, como una manera de desconocer su altísimo rango y sus títulos, y producto de las persecuciones en contra de los altos dignatarios de la nobleza francesa, debió emigrar, trasladándose a Baviera, antiguo reino alemán, en 1791, donde ya se habían refugiado otros miembros de la familia. Luego, en 1792, estuvo en Inglaterra, Hamburgo y, finalmente, en Milán, donde fue arrestado y encarcelado en 1799 por el general napoleónico Guillermo Brune, siendo liberado más tarde por orden del célebre ministro de policía francés Joseph Fouché.
Con la Restauración de los Borbones, y habiendo sido restituido en sus títulos, cargos y propiedades, fue creado lugarteniente general de los Reales ejércitos de Su Majestad en la provincia de Flandes.

## Par de Francia y senador hereditario del reino
S.M. Luis XVIII lo creó par de Francia hereditario el 4 de junio de 1814, integrando de esta manera la Cámara Alta francesa, donde tuvo una destacada y asidua participación como senador.
En el juicio por traición seguido por la Cámara de los Pares de Francia en contra del mariscal Ney en 1817, votó a favor de la aplicación de la pena de muerte de dicho militar, estrecho colaborador de Napoleón, juicio que terminó con el fusilamiento del enjuiciado. 
A su muerte, su primo Charles-Emmanuel-Sigismond de Montmorency-Luxembourg, duque de Luxemburgo, par de Francia, caballero de la Orden de San Luis y de la Soberana Orden de Malta, senador hereditario del reino, pronunció el siguiente discurso en la Cámara de los Pares, en la sesión del 20 de marzo de 1821:

"Señores: Vengo a rendir homenaje a la memoria de mi primo Anne Cristián de Montmorency-Luxemburgo, duque de Beaumont, par de Francia. Sucedió a su padre el príncipe de Tingry en la plaza de capitán de las Guardias de Corps del rey, que ejerció largo tiempo mientras su salud se lo permitió. Retirado desde entonces en su familia, que le extrañaba amargamente, fue llamado luego del retorno del rey al honor de tomar asiento entre vosotros, señores. Él tomó parte importante en vuestras deliberaciones incluso más allá de sus propias fuerzas.
Duque y par, le deja a un hijo de 19 años el derecho a sucederle en esta Cámara cuando cumpla la mayoría de edad y pueda tomar su rango y merecer vuestros sufragios que es la esperanza y el deseo de su familia".

.

## Matrimonio e hijos

Escudo de armas de la Casa de Bec-de-Lièvre de Cany.

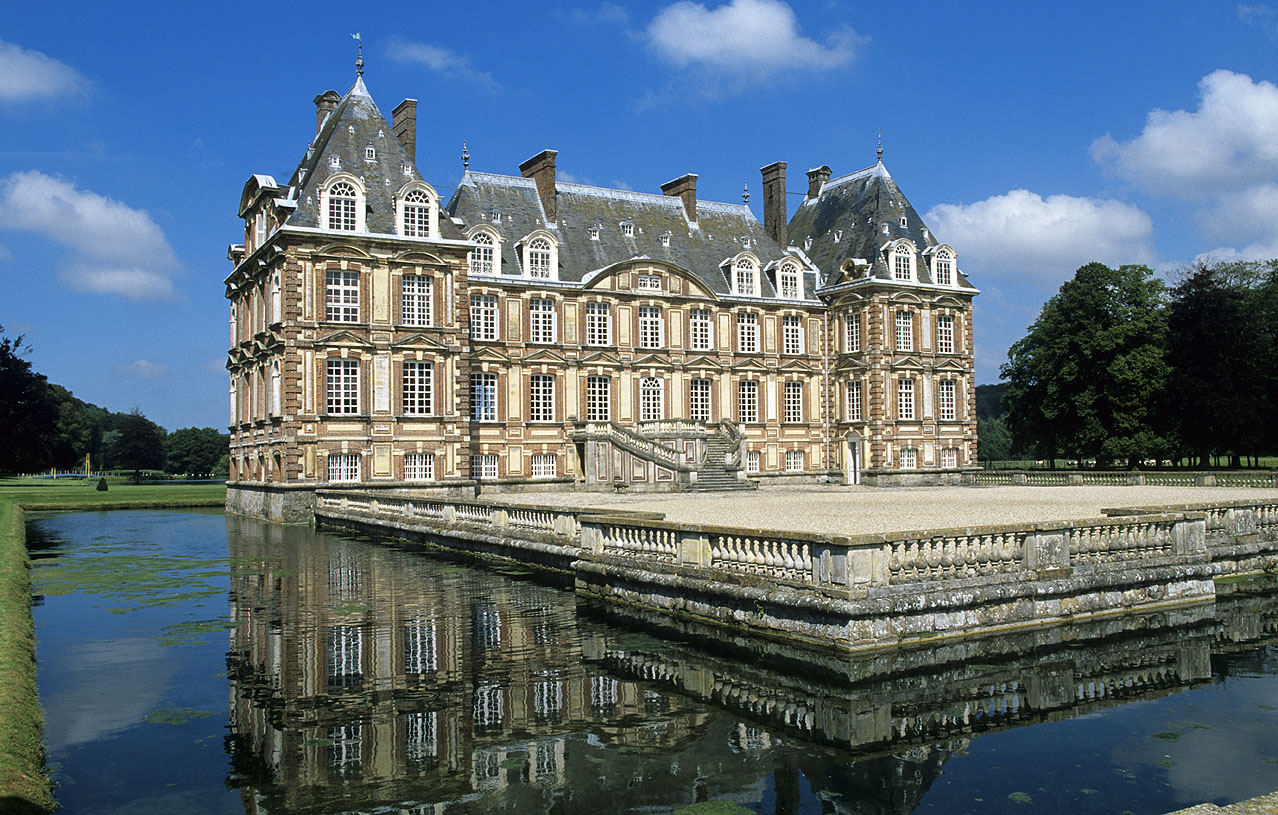
Château de Cany, aportado en dote por la condesa Anne-Louise-Marie de Bec-de-Lièvre de Cany, duquesa consorte de Beaumont.

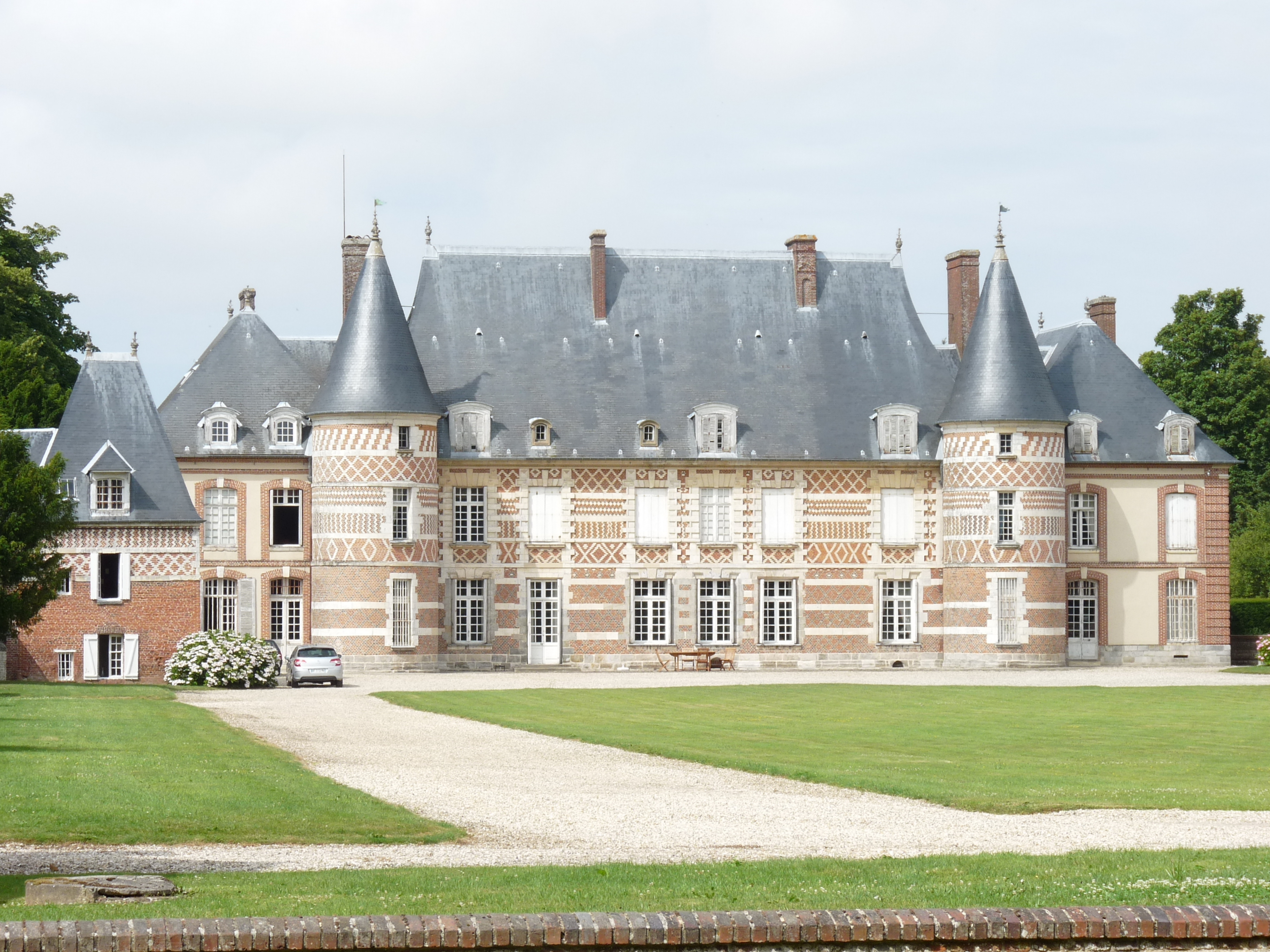
Château de Catteville, aportado en dote por la condesa Anne-Louise-Marie de Bec-de-Lièvre de Cany, duquesa consorte de Beaumont.

Contrajo matrimonio el 21 de enero de 1787 con la condesa Anne-Louise-Marie de Bec-de-Lièvre de Cany, dama de Fontaine-le-Dun, de Bourville, de Héberville y de Fullot, hija de Anne-Louis-Roger de Bec-de-Lièvre de Cany, marqués de Cany, caballero de la Soberana Orden de Malta, primer paje de S.M. el rey de Francia, maestre de campo de caballería de los Reales ejércitos de S.M., y de la condesa Élisabeth-Marie Boutren d'Hatenville, dama y castellana del Castillo de Gourel, dama de Grosmesnil, de Beaucamp y de Épouville. 
El matrimonio fue anunciado así en la prensa parisina:  

“Ayer ha sido celebrado el matrimonio del altísimo, poderosísimo e ilustrísimo señor, monseñor Ana-Cristián de Montmorency-Luxemburgo, conde de Luxemburgo, duque de Beaumont, marqués de Bréval, capitán de la Guardia de Corps del rey y lugarteniente por Su Majestad de la Provincia de Flandes; con la altísima y poderosísima damisela, señorita Ana-Luisa-María de Bec-de-Lièvre de Cany. La bendición nupcial fue hecha por monseñor el príncipe-obispo de Metz y gran capellán de Francia —tío del novio—, en la capilla del hôtel de Montmorency de la calle Saint-Marc, en presencia del señor cura de Saint-Eustache, confesor del rey”.

Fueron los padres de:
- 1. Príncipe Anne-Édouard-Louis-Joseph de Montmorency-Beaumont-Luxembourg (1802-1878).
- 2. Princesa Anne-Albertine-Joséphine-Marie de Montmorency-Beaumont-Luxembourg (1789-1863), casada en 1808 con Marie-Louis-Eugène-Joseph de Béthune-Sully des Planques, conde de Béthune, marqués de Lens, conde de Montgommery, vizconde de Lieres y barón de Sully, dueño del castillo de Sully, con descendencia unida a los condes de Vassinhac d'Imécourt, a los condes Amelot de Chaillou y a los condes d'Hinnisdael.
- 3. Princesa Anne-Élie-Marie de Montmorency-Beaumont-Luxembourg (1791-1849), condesa de Montemorency, dueña del castillo de Verduron, recordada religiosa y canonesa en Marly-le-Roi, su lápida, en la parroquia de Bosville, de la cual fue benefactora, dice: "...amó a los pobres y enfermos, y muriendo, demandó el alivio de su alma con las oraciones de ellos..."
- 4. Príncipe Anne-Charles-Marie-Maurice-Hervé de Montmorency-Beaumont-Luxembourg (1804-1870), conde de Montmorency, IX príncipe de Tingry, coronel de caballería, graduado de la Escuela Especial Militar de Saint-Cyr, oficial de la Guardia real, fallecido soltero y sin sucesión.

## Títulos
- Primer barón cristiano.
- Primer barón de Francia.
- II duque de Beaumont.
- Par de Francia hereditario.
- XI duque de Luxembourg-Piney.
- VIII príncipe de Tingry.
- Marqués de Bréval.
- Caballero de la Orden de San Luis.
- Senador hereditario del reino de Francia.

| Período   | Escudo | Blasonamiento |
| --------- | ------ | --- |
| 1767-1821 |        | Montmorency-Beaumont-Luxembourg: En campo de oro, una Cruz de gules, cantonada de 16 aleriones de azur (Montmorency); sobre el todo, un escusón de plata cargado con un león rampante —con la cola doble y cruzada en sotuer— de gules, coronado, armado y lampasado de oro (Luxemburgo). Timbre: corona de Duque-Par. |

## Ancestros
|  | |  |  |  |  |  |  |  |  |  |  |  |  |  |  |  |
|  | 16. François de MONTMORENCY-BOUTEVILLE, señor y conde de Bouteville, conde soberano de Luxe (Baja Navarra), gobernador y Bailío de Senlis. |  |  |  |  |  |  |  |  |  |  |  |  |  |  |  |
|  | |  |  |  |  |  |  |  |  |  |  |  |  |  |  |  |
|  | |  |  |  |  |  |  |  |  |  |  |  |  |  |  |  |
|  | 8. Duque François-Henri de MONTMORENCY-BOUTEVILLE, llamado "el Tapisero de Notre-Dame", par de Francia, conde de Bouteville, conde soberano de Luxe (Navarra), duque de Piney-Luxembourg, mariscal de Francia. |  |  |  |  |  |  |  |  |  |  |  |  |  |  |  |
|  | |  |  |  |  |  |  |  |  |  |  |  |  |  |  |  |
|  | |  |  |  |  |  |  |  |  |  |  |  |  |  |  |  |
|  | 17. Dama Élisabeth-Angélique de VIENNE |  |  |  |  |  |  |  |  |  |  |  |  |  |  |  |
|  | |  |  |  |  |  |  |  |  |  |  |  |  |  |  |  |
|  | |  |  |  |  |  |  |  |  |  |  |  |  |  |  |  |
|  | 4. Príncipe Christian-Louis de MONTMORENCY-LUXEMBOURG, llamado el "caballero de Luxemburgo", príncipe de Tingry, conde de Beaumont, conde soberano de Luxe (Navarra), marqués de Bréval, barón de Lantabat, de Ostabat y de Dax (Navarra), caballero de la Orden del Espíritu Santo, caballero de la Soberana Orden de Malta, mariscal de Francia.                                                                                        |  |  |  |  |  |  |  |  |  |  |  |  |  |  |  |
|  | |  |  |  |  |  |  |  |  |  |  |  |  |  |  |  |
|  | |  |  |  |  |  |  |  |  |  |  |  |  |  |  |  |
|  | 18. Conde Charles-Henri de CLERMONT-TONNERRE-LUXEMBOURG, conde de Clermont y de Tonnerre, vizconde de Tallart, de los duques de Clermont-Tonnerre. |  |  |  |  |  |  |  |  |  |  |  |  |  |  |  |
|  | |  |  |  |  |  |  |  |  |  |  |  |  |  |  |  |
|  | |  |  |  |  |  |  |  |  |  |  |  |  |  |  |  |
|  | 9. Princesa Madeleine-Charlotte-Bonne-Thérèse de CLERMONT-TONNERRE-LUXEMBOURG, princesa de Tingry, duquesa de Piney-Luxemburgo, condesa de Ligny, baronesa de Dangu. Heredera universal y representante de la rama menor de la Casa Imperial de Luxemburgo a la muerte de sus padres. |  |  |  |  |  |  |  |  |  |  |  |  |  |  |  |
|  | |  |  |  |  |  |  |  |  |  |  |  |  |  |  |  |
|  | |  |  |  |  |  |  |  |  |  |  |  |  |  |  |  |
|  | 19. Princesa Marguerite-Charlotte de LUXEMBOURG, princesa de Tingry, duquesa de Piney-Luxemburgo, condesa de Ligny, baronesa de Dangu. Heredera universal y representante de la rama menor de la Casa Imperial de Luxemburgo. |  |  |  |  |  |  |  |  |  |  |  |  |  |  |  |
|  | |  |  |  |  |  |  |  |  |  |  |  |  |  |  |  |
|  | |  |  |  |  |  |  |  |  |  |  |  |  |  |  |  |
|  | 2. Príncipe Charles-François-Christian de MONTMORENCY-BEAUMONT-LUXEMBOURG, llamado "el príncipe de Tingry", VI conde de Beaumont, I duque de Beaumont, príncipe de Tingry, conde soberano de Luxe, marqués de Bréval, caballero de la Orden del Espíritu Santo, lugarteniente general de los ejércitos del rey de Francia, gobernador de Flandes, de Hainaut y de Valenciennes, capitán de la Guardia de Corps de S.M. el rey de Francia. |  |  |  |  |  |  |  |  |  |  |  |  |  |  |  |
|  | |  |  |  |  |  |  |  |  |  |  |  |  |  |  |  |
|  | |  |  |  |  |  |  |  |  |  |  |  |  |  |  |  |
|  | 20. Achille III de HARLAY DE BEAUMONT, III conde de Beaumont, señor de Grosbois, primer presidente del Parlamento de París. |  |  |  |  |  |  |  |  |  |  |  |  |  |  |  |
|  | |  |  |  |  |  |  |  |  |  |  |  |  |  |  |  |
|  | |  |  |  |  |  |  |  |  |  |  |  |  |  |  |  |
|  | 10. Achille IV de HARLAY DE BEAUMONT, IV conde de Beaumont, marqués de Bréval, Consejero de Estado y primer presidente del Parlamento de París, Consejero de Estado. |  |  |  |  |  |  |  |  |  |  |  |  |  |  |  |
|  | |  |  |  |  |  |  |  |  |  |  |  |  |  |  |  |
|  | |  |  |  |  |  |  |  |  |  |  |  |  |  |  |  |
|  | 21. Marquesa Anne-Magdelaine de LAMOIGNON DE BASVILLE |  |  |  |  |  |  |  |  |  |  |  |  |  |  |  |
|  | |  |  |  |  |  |  |  |  |  |  |  |  |  |  |  |
|  | |  |  |  |  |  |  |  |  |  |  |  |  |  |  |  |
|  | 5. Louise-Madeleine de HARLAY DE BEAUMONT, V condesa de Beaumont. |  |  |  |  |  |  |  |  |  |  |  |  |  |  |  |
|  | |  |  |  |  |  |  |  |  |  |  |  |  |  |  |  |
|  | |  |  |  |  |  |  |  |  |  |  |  |  |  |  |  |
|  | 22. Robert-Louis du LOUËT DE COETJUNVAL, caballero, marqués Coëtjunval (Ploudaniel), vizconde de Pirmil y Deán del Parlamento de Bretaña. |  |  |  |  |  |  |  |  |  |  |  |  |  |  |  |
|  | |  |  |  |  |  |  |  |  |  |  |  |  |  |  |  |
|  | |  |  |  |  |  |  |  |  |  |  |  |  |  |  |  |
|  | 11. Condesa Anne-Renée-Louise du LOUËT DE COETJUNVAL |  |  |  |  |  |  |  |  |  |  |  |  |  |  |  |
|  | |  |  |  |  |  |  |  |  |  |  |  |  |  |  |  |
|  | |  |  |  |  |  |  |  |  |  |  |  |  |  |  |  |
|  | 23. Dama Renée LE BORGNE DE LESQUISSIOU, Dama de Lesquissiou |  |  |  |  |  |  |  |  |  |  |  |  |  |  |  |
|  | |  |  |  |  |  |  |  |  |  |  |  |  |  |  |  |
|  | |  |  |  |  |  |  |  |  |  |  |  |  |  |  |  |
|  | 1. Príncipe Anne-Christian de MONTMORENCY-BEAUMONT-LUXEMBOURG (1767-1821), II duque de Beaumont, par de Francia, príncipe de Tingry, capitán de las Guardias de Corps de S.M. el rey de Francia, lugarteniente general de los ejércitos de S.M., senador hereditario del reino de Francia. |  |  |  |  |  |  |  |  |  |  |  |  |  |  |  |
|  | |  |  |  |  |  |  |  |  |  |  |  |  |  |  |  |
|  | |  |  |  |  |  |  |  |  |  |  |  |  |  |  |  |
|  | 24. Noble Antoine-Balthazar des LAURENTS |  |  |  |  |  |  |  |  |  |  |  |  |  |  |  |
|  | |  |  |  |  |  |  |  |  |  |  |  |  |  |  |  |
|  | |  |  |  |  |  |  |  |  |  |  |  |  |  |  |  |
|  | 12. Antoine-Jean-Baptiste des LAURENTS, señor de Champfort. |  |  |  |  |  |  |  |  |  |  |  |  |  |  |  |
|  | |  |  |  |  |  |  |  |  |  |  |  |  |  |  |  |
|  | |  |  |  |  |  |  |  |  |  |  |  |  |  |  |  |
|  | 25. Dama Catherine de GARCIN |  |  |  |  |  |  |  |  |  |  |  |  |  |  |  |
|  | |  |  |  |  |  |  |  |  |  |  |  |  |  |  |  |
|  | |  |  |  |  |  |  |  |  |  |  |  |  |  |  |  |
|  | 6. Joseph-Balthazar des LAURENTS DE SAINT-ALEXANDRE, marqués de Saint-Alexandre, señor de Champfort y de Saint-Nazaire, lugarteniente del Regimiento de Saumeri. |  |  |  |  |  |  |  |  |  |  |  |  |  |  |  |
|  | |  |  |  |  |  |  |  |  |  |  |  |  |  |  |  |
|  | |  |  |  |  |  |  |  |  |  |  |  |  |  |  |  |
|  | 26. Noble François POULE |  |  |  |  |  |  |  |  |  |  |  |  |  |  |  |
|  | |  |  |  |  |  |  |  |  |  |  |  |  |  |  |  |
|  | |  |  |  |  |  |  |  |  |  |  |  |  |  |  |  |
|  | 13. Dama Marie POULE |  |  |  |  |  |  |  |  |  |  |  |  |  |  |  |
|  | |  |  |  |  |  |  |  |  |  |  |  |  |  |  |  |
|  | |  |  |  |  |  |  |  |  |  |  |  |  |  |  |  |
|  | 27. Dama Anne de BILLON |  |  |  |  |  |  |  |  |  |  |  |  |  |  |  |
|  | |  |  |  |  |  |  |  |  |  |  |  |  |  |  |  |
|  | |  |  |  |  |  |  |  |  |  |  |  |  |  |  |  |
|  | 3. Marquesa Eléonore-Josèphe-Pulcherie des LAURENTS DE SAINT-ALEXANDRE, quien tuvo el privilegio de tomar asiento en los aposentos de S.M. la reina de Francia a partir de 1765, año de concesión del ducado de Beaumont. |  |  |  |  |  |  |  |  |  |  |  |  |  |  |  |
|  | |  |  |  |  |  |  |  |  |  |  |  |  |  |  |  |
|  | |  |  |  |  |  |  |  |  |  |  |  |  |  |  |  |
|  | 28. François FERRAND D'ESCOSSAY D'AVERNES, señor de Escossay y de Champagnat, comisario general de artillería en la provincia de Pignerol. |  |  |  |  |  |  |  |  |  |  |  |  |  |  |  |
|  | |  |  |  |  |  |  |  |  |  |  |  |  |  |  |  |
|  | |  |  |  |  |  |  |  |  |  |  |  |  |  |  |  |
|  | 14. François FERRAND D'ESCOSSAY D'AVERNES, señor y marqués de Avernes, barón de Saint-Sévère, señor de Feutarde y de Gadamourt, caballero de la Orden de San Luis, maestre de campo reformado y coronel de artillería del Real ejército francés y gobernador de la villa de Navarreins. |  |  |  |  |  |  |  |  |  |  |  |  |  |  |  |
|  | |  |  |  |  |  |  |  |  |  |  |  |  |  |  |  |
|  | |  |  |  |  |  |  |  |  |  |  |  |  |  |  |  |
|  | 29. Dame Isabelle de VAR |  |  |  |  |  |  |  |  |  |  |  |  |  |  |  |
|  | |  |  |  |  |  |  |  |  |  |  |  |  |  |  |  |
|  | |  |  |  |  |  |  |  |  |  |  |  |  |  |  |  |
|  | 7. Condesa Madeleine-Claudine FERRAND D'ESCOTAY D'AVERNES |  |  |  |  |  |  |  |  |  |  |  |  |  |  |  |
|  | |  |  |  |  |  |  |  |  |  |  |  |  |  |  |  |
|  | |  |  |  |  |  |  |  |  |  |  |  |  |  |  |  |
|  | 30. Jean-Baptiste de FLÉCELLES DE BRÉGY, conde de Brégy y vizconde de Corbeil. |  |  |  |  |  |  |  |  |  |  |  |  |  |  |  |
|  | |  |  |  |  |  |  |  |  |  |  |  |  |  |  |  |
|  | |  |  |  |  |  |  |  |  |  |  |  |  |  |  |  |
|  | 15. Condesa Marie-Madeleine de FLÉCELLES DE BRÉGY, Dame de Avernes. |  |  |  |  |  |  |  |  |  |  |  |  |  |  |  |
|  | |  |  |  |  |  |  |  |  |  |  |  |  |  |  |  |
|  | |  |  |  |  |  |  |  |  |  |  |  |  |  |  |  |
|  | 31. Dame Madeleine-Marguerite de THUMÉRY DE BOISSISE |  |  |  |  |  |  |  |  |  |  |  |  |  |  |  |
|  | |  |  |  |  |  |  |  |  |  |  |  |  |  |  |  |
|  | |  |  |  |  |  |  |  |  |  |  |  |  |  |  |  |